# NOC Weiden
Das Nordoberpfalz Center (NOC) ist ein Einkaufszentrum in der kreisfreien Stadt Weiden in der Oberpfalz. Es liegt in der Innenstadt am Macerataplatz.

## Entwicklung
Bereits im Jahr 2010 begannen die Planungen zu einem Einkaufszentrum in Weiden. Der Wunsch nach einem neuen großen Schwerpunkt in der Einkaufsstadt war groß, vor allem nachdem ein Jahr zuvor das Kaufhaus Hertie geschlossen hatte.
Die portugiesische Investorengruppe Sonae Sierra unterschrieb Optionsverträge, Pläne für ein Einkaufszentrum wurden bekannt, die Kosten wurden damals auf 120 Millionen geschätzt. Sonae Sierra wollte die Galerie eigentlich bereits 2014 eröffnen. 2012 gab Sonae Sierra das Projekt auf, es wäre nicht wirtschaftlich.
Als neuer Investor kam schließlich die Fondara AG, ein Immobilienunternehmen aus München. Eigentlich war 2017 der Termin für die Eröffnung des Einkaufszentrum, Rechtsstreite mit einzelnen Anwohnern und Schwierigkeiten auf der Baustelle wie Wassereinbruch verzögerten das Bauvorhaben. Schlussendlich konnte das Zentrum im September 2019 eröffnen. Am Tag der Eröffnung besuchten etwa 30.000 Besucher das NOC.

## Einzugsgebiet
Das Einzugsgebiet des Nordoberpfalz Centers ist sehr groß. Es erstreckt sich über die gesamte nördliche Oberpfalz sowie ins angrenzende Tschechien. Damit leben rund 300.000 Menschen im Einzugsgebiet.